# Estakada w Chorzowie
Estakada w Chorzowie – żelbetowa estakada z lat 70. XX wieku w Chorzowie (województwo śląskie), stanowiąca część odcinka drogi krajowej nr 79 łączącego Chorzów z Katowicami i Bytomiem stanowiąc kluczowe połączenie między Bytomiem a Katowicami.  Estakadą codziennie przejeżdżało około 45 tys. pojazdów, z czego ponad 80 proc. stanowił ruch tranzytowy. 
Pomysł jej budowy powstał w połowie lat 70. XX wieku jako odpowiedź na problem wzmożonego ruchu miejskiego oraz towarowego. Projekt przygotowało Wojewódzkie Biuro Projektowe w Zabrzu, a wykonał Skoczowski Oddział Kieleckiego Przedsiębiorstwa Robót Mostowych, pod nadzorem Zakładu Budowli Inżynierskich Politechniki Śląskiej.

## Historia

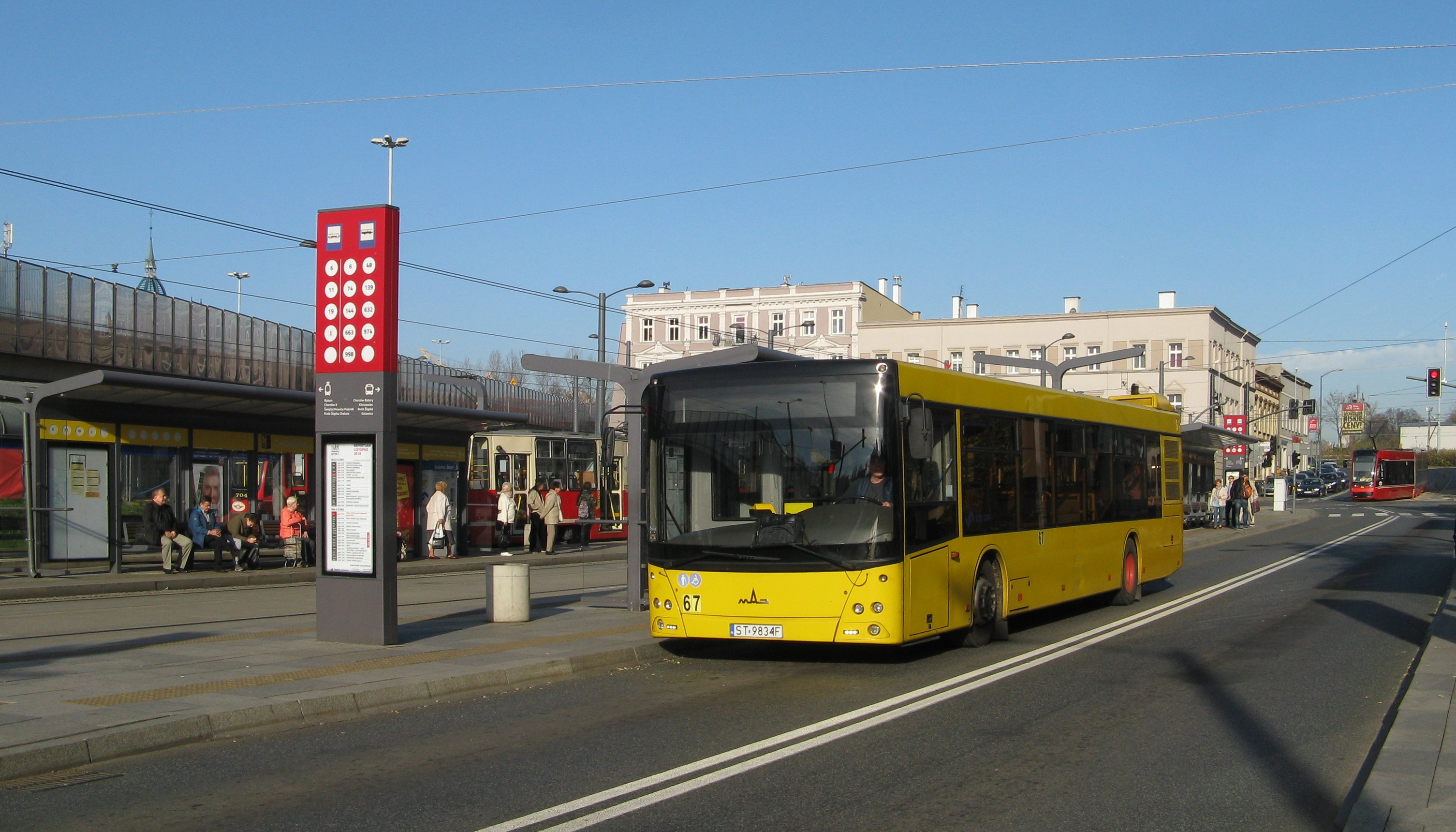
Estakada w Chorzowie (z lewej, 2018)

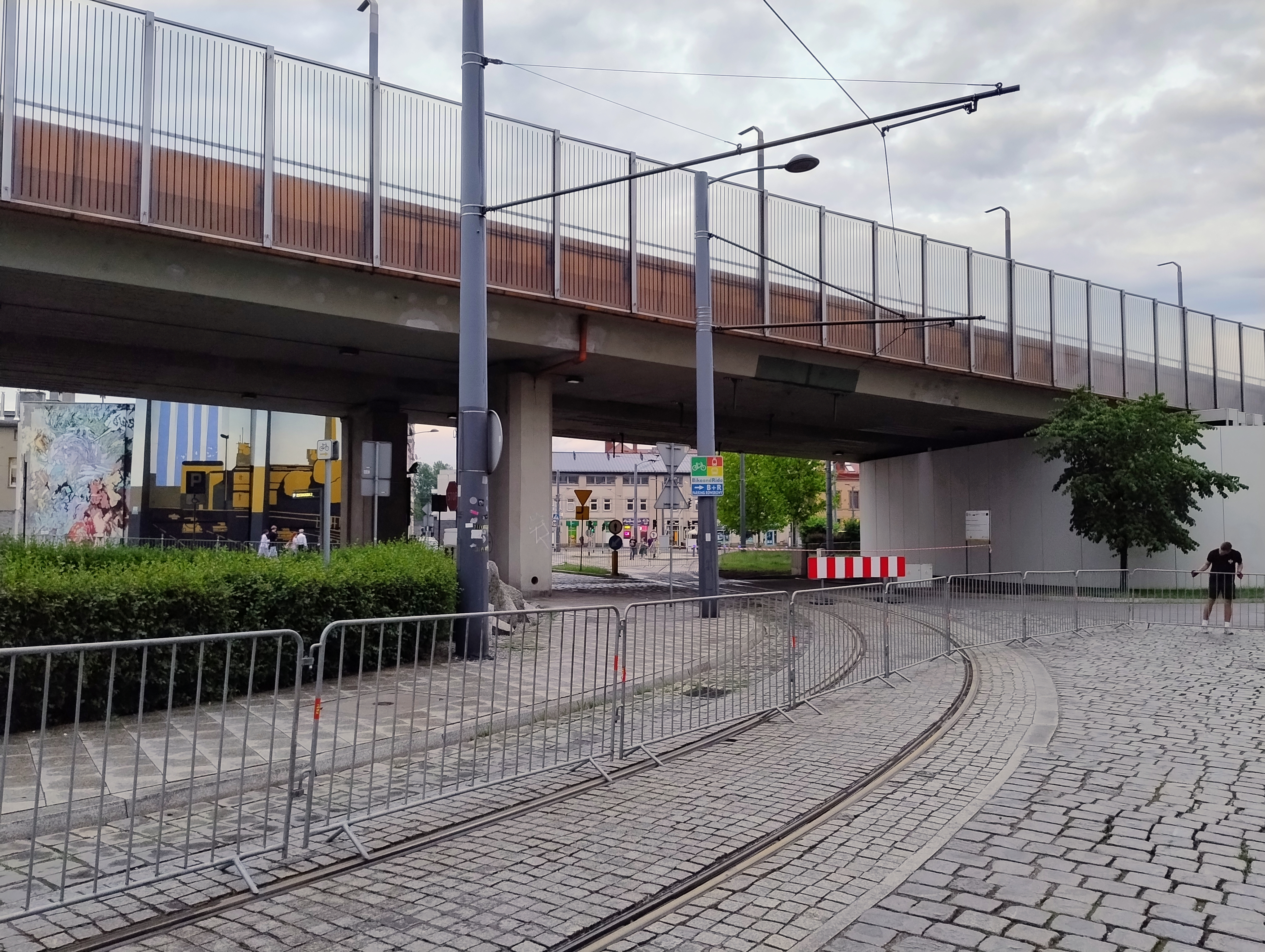
Wyłączenie ul. Faski w otoczeniu zamkniętej estakady, 2 czerwca 2025

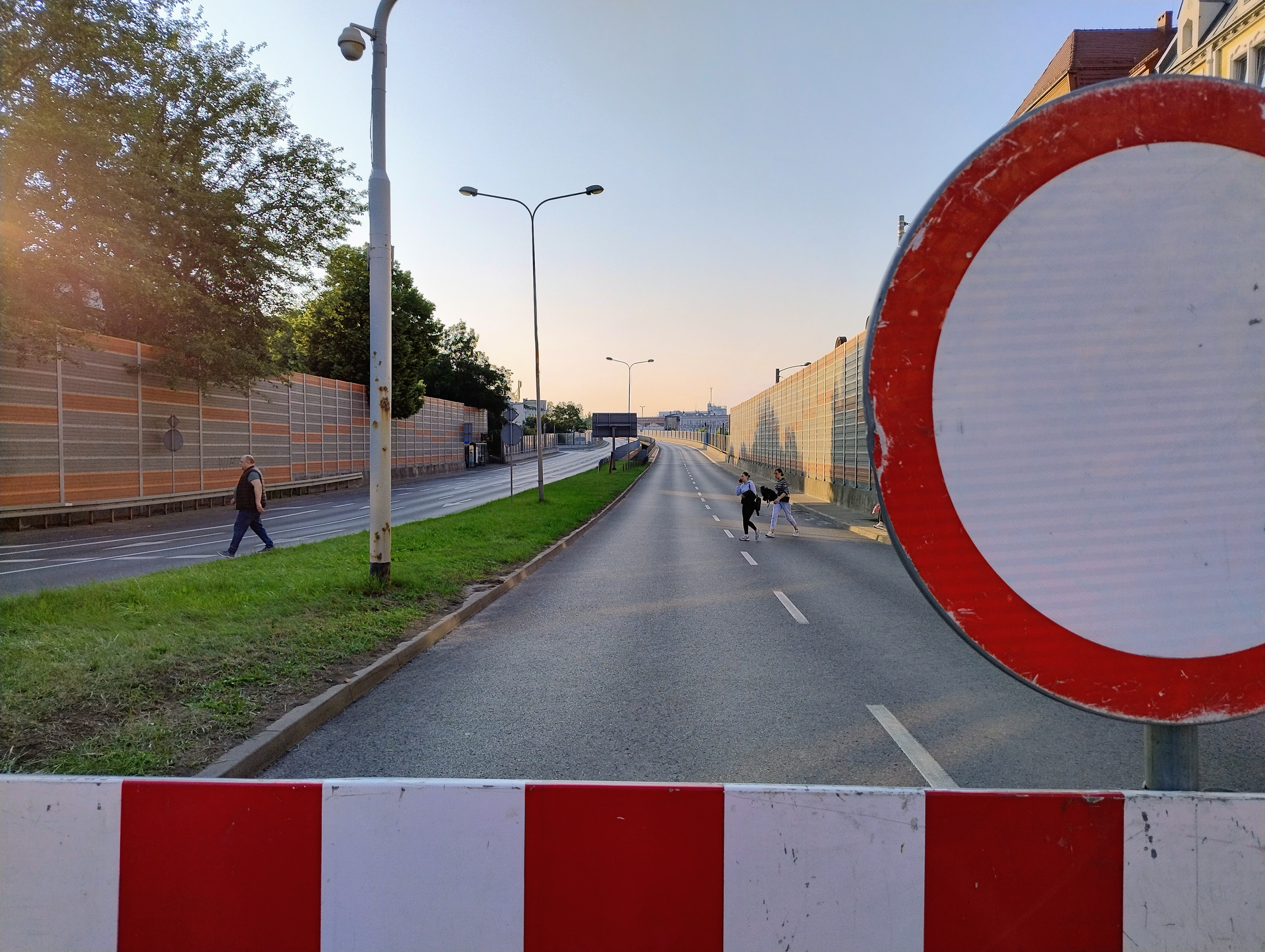
Zamknięta estakada nad Rynkiem w Chorzowie

Budowa estakady rozpoczęła się 26 sierpnia 1976 roku. W ramach inwestycji wyburzono część kamienic przy północnej części chorzowskiego rynku – m.in. budynek, w którym znajdowała się słynna kawiarnia i cukiernia Artura Klupscha. Przebudowano ul. Katowicką i torowiska tramwajowe (naprzeciwko Huty „Kościuszko” do ul. Wieczorka) oraz skrzyżowanie z ul. Dąbrowskiego.
Planowo budowa miała zakończyć się dopiero w 1981 roku, jednak dzięki dużemu zaangażowaniu w pracę mieszkańców oraz pracowników największych chorzowskich zakładów i przedsiębiorstw komunalnych prace budowlane trwały tylko trzy lata. Otwarto ją 22 lipca 1979 roku. Jezdnie 400 metrowej estakady znajdują się 7 m nad powierzchnią rynku.
W 2012 roku estakada dzięki dotacjom unijnym przeszła gruntowny remont zakończony 1 lipca 2013 roku. Modernizacja objęła jezdnię na długości od skrzyżowania z ul. Dąbrowskiego i ul. Metalowców, przebudowano zjazdy na ul. Katowicką oraz rynek, zwiększono nośność konstrukcji, zamontowano ekrany akustyczne i oświetlenie.
Ze względu na zły stan techniczny w lutym 2025 roku została zamknięta dla ruchu samochodów ciężarowych powyżej 12 ton, a 2 czerwca 2025 roku o godz. 14:30 całkowicie wyłączona z użytkowania (sama estakada, przestrzeń pod nią  i w promieniu do 6 metrów od rzutu estakady). Ekspertyza zamówiona przez samorząd wykazała, że estakada "nie wykazuje żadnej nośności i ulegnie awarii lub katastrofie". Dokument ten też wspomina, że estakada została zbudowana z NRD-owskiej stali, która z czasem traci swoje właściwości wskutek specyficznej korozji, a ten sam rodzaj materiału wykorzystano przy budowie mostu Caroli w Dreźnie, który zawalił się w 2024 roku. W efekcie zamknięcia estakady i przestrzeni przyległej został zmieniony ruch 7 linii tramwajowych i 19 autobusowych. Początkowo zamknięty został także ruch kolejowy na linii nr 131, odbywający się pod estakadą. Decyzją PKP PLK ruch kolejowy został przywrócony już 4 czerwca 2025 r. W dniu 6 czerwca 2025 r. została wydana natomiast decyzja Śląskiego Wojewódzkiego Inspektora Nadzoru Budowlanego, nakazująca miastu usunięcie zagrożenia bezpieczeństwa na estakadzie poprzez wykonanie tymczasowego podparcia wszystkich przęseł obiektu. O możliwości podparcia estakady i przywrócenia w ten sposób użytkowania obiektu mowa jest także w zamówionej przez samorząd ekspertyzie. Co istotne decyzji został nadany rygor natychmiastowej wykonalności. 